# Bachelor Daddy
Bachelor Daddy é um filme de comédia estadunidense de 1941 dirigido por Harold Young e escrito por Robert Lees e Frederic I. Rinaldo. O filme é estrelado por Baby Sandy, Edward Everett Horton, Donald Woods, Raymond Walburn, Evelyn Ankers, Kathryn Adams Doty, Franklin Pangborn e Jed Prouty.

## Elenco
- Baby Sandy ...Sandy
- Edward Everett Horton ...Joseph Smith
- Donald Woods ...Edward Smith
- Raymond Walburn ...George Smith
- Evelyn Ankers ...Beth Chase
- Kathryn Adams Doty ...Eleanor Pierce
- Franklin Pangborn ...Williams
- Jed Prouty ...C. J. Chase
- Hardie Albright ...Ethelbert
- George Meader ...Juiz McGinnis
- Bert Roach ...Louie
- Leonard Elliott ...Clark
- Juanita Quigley ...gatora
- Bobby Larson ...garoto
- Mira McKinney ...Landlady